# شاين تورنر
شاين تورنر (بالإنجليزية: Shane Turner)‏ هو لاعب كرة قاعدة أمريكي، ولد في 8 يناير 1963 في لوس أنجلوس في الولايات المتحدة.

## وصلات خارجية
- شاين تورنر على موقع دوري كرة القاعدة الرئيسي (الإنجليزية)
- شاين تورنر على موقعبيزبول رفرنس.كوم (الدوري الرئيسي) (الإنجليزية)
- شاين تورنر على موقعبيزبول رفرنس.كوم (الدوري الثانوي) (الإنجليزية)
- شاين تورنر على موقع إي إس بي إن.كوم (أم.أل.بي) (الإنجليزية)
- شاين تورنر على موقع مشجعي الرسوم البيانية (الإنجليزية)